# Lipukkajärvi
Lipukkajärvi är en sjö i kommunen Kuhmo i landskapet Kajanaland i Finland. Sjön ligger 177,9 meter över havet. Arean är 1,33 kvadratkilometer och strandlinjen är 8,96 kilometer lång. Sjön  ingår i Uleälvens huvudavrinningsområde.   Den ligger omkring 89 kilometer öster om Kajana och omkring 530 kilometer norr om Helsingfors. 
I sjön finns öarna Onkisaari och Venäläissaari. 